# Teilqualifizierung
Teilqualifizierung wird ein Vorgang genannt, dessen Ergebnis die Teilqualifikation der betreffenden Person ist.
Teilqualifikationen sind der Bundesagentur für Arbeit zufolge einheitlich strukturierte Einheiten, die unterhalb des Facharbeiterbriefs zu standardisierten Zertifikaten führen; sie sind an typischen betrieblichen Arbeits- und Geschäftsprozessen ausgerichtet. Bei Teilqualifikationen handelt es sich um modulartige Bausteine einer gesamten staatlich anerkannten Berufsausbildung.

## Konzeption
Aktuelle Programme in Deutschland zu Teilqualifizierungen richten sich an Erwachsene über 25 Jahren, die keine oder eine veraltete Berufsausbildung abgeschlossen haben. Sie dienen in erster Linie der Eingliederung in den Arbeitsmarkt für arbeitslose und von Arbeitslosigkeit bedrohte Menschen und können beim nachträglichen Erwerb eines Berufsabschlusses helfen. Auch Flüchtlingen will man damit eine Möglichkeit geben, in den Arbeitsmarkt einzusteigen.
In jüngster Zeit bilden auch arbeitnehmerähnliche Personen in Werkstätten für behinderte Menschen eine Zielgruppe für Maßnahmen zur Teilqualifizierung. Damit soll dem „Rehabilitationsmandat“ der Werkstätten Rechnung getragen werden, d. h. ihrer Aufgabe, ihren Beschäftigten eine Integration in den Ersten Arbeitsmarkt zu ermöglichen.
Anders als bei einer traditionellen Berufsausbildung müssen erwerbsfähige junge Menschen bei Teilqualifizierungen nicht eine zeitlich zusammenhängende zwei- oder dreijährige Ausbildung machen, um in der Konkurrenz auf dem Ersten Arbeitsmarkt den Status des „Ungelernten“ zu vermeiden, sondern sie absolvieren jeweils zeitversetzt einzelne Bausteine. Nach jedem Baustein erwerben sie ein Zertifikat. Bestehen Arbeitnehmer oder arbeitnehmerähnliche Personen alle Teilqualifizierungen, können sie sich zur Externenprüfung anmelden. Die Teilqualifizierungen werden allerdings nur für einige bestimmte Ausbildungen angeboten.
Als Vorteil des Teilqualifizierungsmodells gegenüber der zumeist schulunterrichtsnahen gezielten Vorbereitung auf die Externenprüfung in Kursform sehen es Martin Baethge und Eckart Severing an, dass Wege zum Berufsabschluss durch die Aufsummierung von Teilqualifikationen jeweils abgegrenzte berufsbezogene Kenntnisse, Fertigkeiten und Fähigkeiten einzeln geprüft und zertifiziert werden können. Sie erleichtern sowohl den Geringqualifizierten als auch ggf. den mitwirkenden Betrieben die Entscheidung für den Einstieg in eine späte Berufsausbildung, sie führen zu kontinuierlichen Rückmeldungen über Bildungserfolge und sie verringern dadurch Motivationsbarrieren, die oft das Resultat einer nachhaltigen Schulmüdigkeit (mit dem Ergebnis einer Unlust an formalisierten Lernprozessen) sind.
Generell steigt Baethge / Severing zufolge die Bereitschaft Geringqualifizierter, sich darauf einzulassen, einen Berufsabschluss anstreben, durch ein modularisiertes Verfahren ohne Druck, den Abschluss erreichen zu müssen. Die Geringqualifizierten sähen an erster Stelle finanzielle Restriktionen, die sie von einer Teilnahme an längerfristigen Maßnahmen abhielten, die mit Einkommenseinbußen verbunden seien. In einer Befragung des IAB aus dem Jahr 2013 sollten Arbeitslose Auskunft zu ihrer Einschätzung der Tauglichkeit von mindestens einjährigen Weiterbildungsmaßnahmen geben. Knapp 64 Prozent von ihnen stimmten der Aussage zu, dass niemand finanzielle Vorteile einer solchen Weiterbildung garantieren könne, gut 44 Prozent gaben an, dass sie es sich nicht leisten könnten, länger auf Einkommen zu verzichten. An dritter Stelle  (28,5 Prozent) steht die Einschätzung, man sei „Lernen nicht mehr gewohnt“ Offenbar hielten schlechte Erfahrungen im bisherigen Bildungsverlauf viele Geringqualifizierte von beruflicher Weiterbildung ab.

## Angebote der Arbeitgeberverbände und der Bildungswerke
Die Initiative zum Angebot modularer Nachqualifikationslehrgänge und der Vermittlung zertifizierter Teilqualifikationen ging in Deutschland von der Bundesregierung in Zusammenarbeit mit den Arbeitgeberverbänden aus. Zertifizierte Module wurden ursprünglich nur von den Arbeitgeberverbänden und Bildungswerken der Deutschen Wirtschaft angeboten; sie haben das Gütesiegel „Eine TQ besser!“ und ein entsprechendes Schulungsangebot entwickelt, mit dem Teilqualifizierungen erworben und zertifiziert werden können.
Zunächst zeigten sich Gewerkschaften sowie Industrie- und Handelskammern skeptisch, weil sie der Idee, informelle Qualifikationen als Quelle von Kompetenzen gelten zu lassen und die Bedeutung von zertifizierten Teilqualifikationen aufzuwerten, ablehnend gegenüberstanden. Sie befürchteten unerwünschte Rückwirkungen auf die Ordnung der geregelten Berufe. Inzwischen bieten auch Industrie- und Handelskammern Module an, mit denen zertifizierte Teilqualifikationen erworben werden sollen.
Teilqualifizierungen können berufsbegleitend oder in Vollzeit, zugeschnitten auf Lernende und Betrieb, durchgeführt werden. Alle Module eines Berufs ergeben zusammen inhaltlich eine vollständige Ausbildung und ermöglichen damit denjenigen, die die erforderlichen Kompetenzen erwerben (können), den nachträglichen Erwerb eines vollwertigen Berufsabschlusses. Dazu ist eine Externenprüfung vor der zuständigen Kammer erforderlich.
Teilqualifizierungen der „Arbeitgeberinitiative Teilqualifizierung“ sollen bieten:
- den Erwerb berufsanschlussfähiger, berufsbegleitender und bedarfsgerechter Teilqualifikationen des jeweiligen Arbeitgeberverbandes/ des regionalen Bildungswerkes;
- AZAV-zertifizierte, standardisierte und auf anerkannten Ausbildungsberufen basierende Module, die mit einer Kompetenzfeststellung enden;
- eine öffentliche Förderung von Arbeitssuchenden oder an- und ungelernten Beschäftigten in Unternehmen;
- eine mögliche Begleitung bis zur Externenprüfung im Facharbeiterberuf.

Im Jahr 2016 wurde die Teilqualifizierungslinie TQplus für die die Zielgruppe der Migranten und Menschen mit Fluchthintergrund gestartet. Bei TQplus wird das berufsfachliche Spektrum der Teilqualifizierungen in den ersten Modulen im Rahmenlehrplan durch berufsbezogenes Sprach- und Kommunikationstrainings ergänzt.
Unter Berücksichtigung der kulturellen und sprachlichen Gegebenheiten der Teilnehmenden steht die Vermittlung von Fachwortschätzen, die Vorbereitung auf die praktischen Tätigkeiten und der Umgang mit Arbeitsanweisungen im Vordergrund. Alle Lernprozesse werden fachlich, sprachlich und (arbeits)kulturell von einem Integrationsbegleiter unterstützt. Zusätzlich soll TQplus Strategien zur aktiven und erfolgreichen Gestaltung des weiteren Berufsweges der Teilnehmenden vermitteln.

## Zweck
Das Bausteinprinzip, das auch älteren Konzepten der Teilqualifizierung zugrunde liegt, soll erstens Altbewerbern den Übergang in die reguläre duale Ausbildung ermöglichen. Zweitens soll an- und ungelernten jungen Erwachsenen sowie Ausbildungsabbrechern durch eine bausteinorientierte Nachqualifizierung, gefördert durch einen Qualifizierungszuschuss des SGB III ein Berufsabschluss ermöglicht werden.
Ein „Mehrwert“, sowohl für die Teilqualifizierten als auch für Arbeitgeber, ergebe sich nach Ansicht der Hans-Böckler-Stiftung auch dann, wenn am Ende keine Vollqualifizierung in Form einer abgeschlossenen Berufsausbildung erreichbar sei: Die Bausteine eigneten „sich […] auch für nicht ausbildungsreife Jugendliche […], sofern auf deren individuelle Bedarfe methodisch-didaktisch adäquat reagiert und ihnen ausreichend Zeit eingeräumt wird, das Kompetenzziel zu erreichen.“

## Teilqualifizierung vs. Ausbildung zum Fachpraktiker
Trotz des (vorläufigen) Verzichts beider Maßnahmen darauf, dass deren Absolventen in einem zusammenhängenden Ausbildungsgang einen Facharbeiterbrief oder gleichwertige Zertifikate anstreben, sind
Programme zur Teilqualifizierung nicht identisch mit der Ausbildung zum Fachpraktiker. Diese wurde vom Staat initiiert und wird nur Menschen angeboten, denen ein Behindertenstatus attestiert wurde. Eine Besonderheit der Ausbildung zum Fachpraktiker besteht darin, dass von vornherein davon ausgegangen wird, dass der Auszubildende die theoretische Prüfung am Ende einer „normalen“ Berufsausbildung mangels notwendiger kognitiver Kompetenzen (vor allem wegen einer „Lernbehinderung“) nicht bestehen würde.
Beide Modelle stellen einen Versuch dar, dem Gebot des Art. 27 der UN-Behindertenrechtskonvention gerecht zu werden. Aus diesem Artikel ziehen Juristen die Schlussfolgerung, dass Menschen mit Behinderung ein Recht auf Teilhabe am Arbeitsleben dergestalt haben, dass sie möglichst einer Erwerbsarbeit auf dem Ersten Arbeitsmarkt nachgehen können, nachdem sie zu diesem Zweck zuvor ein Optimum an Qualifikationen vermittelt bekommen haben.
Bernd Heggenberger, Leiter der Abteilung Bildung und Arbeitsförderung der „Oberschwäbischen Werkstätten“, zeigt auf, dass es schwierig und mit hohem Aufwand verbunden sei, eine „arbeitnehmerähnliche Person“ in einer WfbM für den Ersten Arbeitsmarkt fit zu machen. Dazu benötige man sonderpädagogisches Fachpersonal, Schulungsunterlagen (mit Vorlesefunktion) und eine Gesprächsführung auf dem Sprachlevel A2 sowie angemessen ausgestattete Werkräumlichkeiten.

## Geschichte
Das Konzept der Teilqualifikation resultiert aus der seit den 1970er Jahren kontrovers geführten Debatte über die Einführung von Baukastensystemen in der beruflichen Bildung (analog der Modularisierung der Hochschulausbildung). Seine praktische Konkretisierung erfuhr das Konzept durch den „Innovationskreis berufliche Bildung“, der im Jahr 2006 auf Initiative des Bundesministeriums für Bildung und Forschung (BMBF) ins Leben gerufen wurde, insbesondere durch die aus dem Innovationskreis initiierte wissenschaftliche Studie „Flexible Ausbildungswege in der Berufsbildung“.
Historischer Hintergrund der Debatte sind seit dem Jahr 2000 wachsende Probleme beim Übergang von der Schule zur Arbeitswelt, insbesondere bei der Förderung benachteiligter Schulabgänger. Diese Probleme fanden in den 2000er Jahren ihren Ausdruck u. a. in der Vielzahl junger Menschen ohne Berufsabschluss (2,1 Millionen in der Altersgruppe 20 bis 34 im Jahr 2010) sowie in der größer werdenden Gruppe sogenannter „Altbewerber“. Damit sind Ausbildungsinteressierte gemeint, die aufgrund unterdurchschnittlicher schulischer Leistungen bislang keine reguläre Ausbildungsstelle fanden und in berufsvorbereitende Maßnahmen des Übergangssystems einmündeten. Diese wurden als „demotivierende Warteschleife“ ohne inhaltliche Verzahnung und effektive Vorbereitung auf die Berufsausbildung problematisiert.
Die Einführung eines Baukastensystems dient oft desorientierten Berufsanfängern auch zur grundsätzlichen Vereinfachung des überkomplex gewordenen Systems der Berufsausbildung.
Ungelernten droht eine Biographie, die durch einen ständigen Wechsel von Phasen der Ausübung von Gelegenheitsjobs und Zeiten geprägt ist, in denen sie Lohnersatzleistungen in Anspruch nehmen müssen. Verschärft wird dieses Problem in Zeiten eines Lehrstellenmangels. Das Ziel, erwerbsfähigen benachteiligten Jugendlichen und jungen Erwachsenen durch Teilqualifizierung ein derartiges Leben zu ersparen, wurde mit der Zunahme von Fachkräfteengpässen seit den 2010er Jahren überlagert. Deutlich wird dies daran, dass Arbeitgeber großen Wert auf motivierte Bewerber (wenn auch „zweiter Wahl“) legen. Das Interesse von Arbeitgebern, auf dem deutschen Arbeitsmarkt nicht vorhandene Fachkräfte und hinreichend kompetente Bewerber um Lehrstellen durch Personen zu ersetzen, die wenigstens teilqualifiziert werden können, trat in den Vordergrund bei der Forcierung von Nachqualifizierungsinitiativen.
Von Arbeitsagenturen werden als Zielgruppen von Teilqualifizierung Langzeitarbeitslose sowie Personen mit gesundheitlichen Einschränkungen und Rehabilitationsbedarf genannt. Viele Menschen in diesen Gruppen weisen aufgrund häufiger Enttäuschungen bei dem Versuch, (wieder) in die Arbeitswelt aufgenommen zu werden, Motivationsdefizite auf.
Durch das Mindestalter 25 Jahre bei aktuellen Programmen ist erkennbar, dass es Arbeitgeberorganisationen und Arbeitsagenturen nicht mehr primär um die Förderung Jugendlicher und sehr junger Erwachsener, insbesondere nicht um Menschen unmittelbar nach Abgang von der Schule (Übergangsproblematik) geht. Eine wichtige Rolle bei der Konzentration auf die Altersgruppe der 25- bis 35-Jährigen spielt auch der Umstand, dass die Bundesagentur für Arbeit ein Programm „Zukunftsstarter“ aufgelegt hat, durch das junge Erwachsene ab 25 Jahren gefördert werden (Effekt der Mitnahme von Fördermitteln durch Arbeitgeber).
Als aktuellen Hintergrund der Bemühungen um Menschen mit mindestens 25 Jahren gibt der „Spiegel“ an, dass es trotz der Agenda 2010 nicht gelungen sei, die Zahl der Langzeitarbeitslosen im Vergleich zu den 2000er Jahren nennenswert zu senken. Eine der Hauptursachen der Langzeitarbeitslosigkeit bestehe in Deutschland darin, dass die von ihr Betroffenen keinen Berufsabschluss, teilweise sogar keinen Schulabschluss vorweisen können. Da die Nachfrage nach ungelernten Arbeitskräften in Deutschland relativ gering sei, müssten die betroffenen Personen nachqualifiziert werden, wenn sie eine Chance auf dem Arbeitsmarkt haben wollen. Der Erwerb von Zertifikationen im Kontext von TQ-Maßnahmen sei eine zielführende Form der Nachqualifizierung.